# دامیر بوریچ (بازیکن واترپلو)
دامیر بوریچ (انگلیسی: Damir Burić؛ زادهٔ ۲ دسامبر ۱۹۸۰) بازیکن واترپلو اهل کرواسی است.
وی در مسابقات کشوری و بین‌المللی در مجموع برندهٔ ۴ مدال طلا، ۵ مدال نقره، ۴ مدال برنز شده‌است.